# Vogelnestplukker

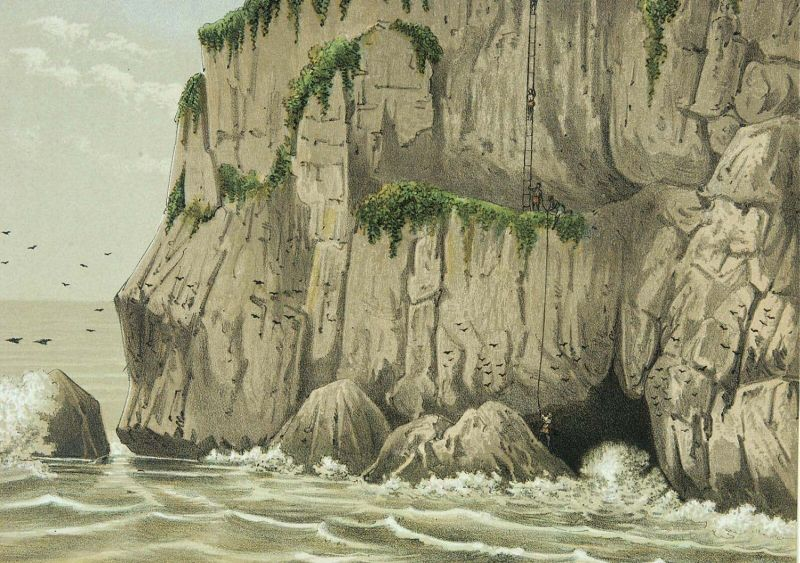
Vogelnestplukkers

Een vogelnestplukker is iemand die in zijn levensonderhoud voorziet door het plukken van vogelnestjes van onder andere zwaluwen, die rijk zijn aan vitaminen en eiwitten. Een vogelnestplukker wordt ook wel een Shadow-hunter genoemd, omdat hij de schaduw van de vogels volgt waar deze ook heen vliegen om de begeerde vogelnestjes te vinden. Het verschijnsel komt met name voor op Java, Borneo, Celebes, Thailand en Taiwan. Vaak zijn het hele gemeenschappen van een gebied die op deze manier in hun levensonderhoud voorzien. Ze worden daardoor ook weleens opgevat als een volk, net zo mysterieus als de honingverzamelaars in Afrika, India, en de Himalaya.
Deze vogelnestjes worden meestal op onbereikbare plekken in diepe, donkere grotten gevonden, waar de zwaluwen met hun speeksel de hoog aan de rotswand hangende nestjes vervaardigen. Daardoor kunnen roofdieren, waaronder slangen, er niet zo gemakkelijk bij. Het beroep van de vogelnestplukkers staat bekend als een van de meest gevaarlijke beroepen ter wereld.
De Zuidkust van Java bestaat voornamelijk uit kalkrotsen die soms tot boven de 100 meter hoog zijn en constant geteisterd wordt door de golvenmassa die ononderbroken vanaf de Zuidpool en Antarctica naar het noorden raast. De zwaluwtjes bouwen hun nestjes in de grotten onder in de kalkrotsen die door de golven zijn uitgehold. De vogelnestplukkers laten een ladder van geknoopte rotan-touwen zakken vanaf de top van de kalkrotsen en dalen dan af in de peilloze diepte boven de ziedende golven. Eenmaal beneden moeten zij de juiste golf afwachten om met een zwieper op een wiebelend platform van bamboe te springen en van daaruit de grot in te klimmen. Hier hangen zij aan de wanden in algehele duisternis, steken hun fakkels aan en vergaren de zo kostbare eetbare vogelnestjes.
Dan begint de ijzingwekkende terugtocht en mag hun timing absoluut niet verkeerd zijn vanwege de vloed en stroming van de golven. Derhalve wordt verteld dat deze mannen elke keer hun leven op het spel zetten in de omhelzing van de Godin van de Indische Oceaan. Zij heet Nyai Loro Kidul en is de beschermgodin van deze vogelnestplukkers.
Andere plukkers, met name op Borneo, gebruiken lange palen van bamboe om in donkere grotten tot enorme hoogten te klimmen, en aldaar de zwaluwnestjes te verschalken. De palen bieden geen enkele zekerheid aan de klimmer en neerstorten tijdens de pluk is een vaak voorkomend ongeval. De plukkers op Borneo combineren de vogelnestjespluk vaak met het verzamelen van mest van vleermuizen, die de grotten als woonruimte delen met de zwaluwen.